# It's My Life/Your Heaven
〈It's My Life/Your Heaven〉(이츠 마이 라이프/유어 헤븐)은 일본의 싱어송라이터 YUI의 18번째 싱글이다. 이 싱글은 2011년 1월 26일에 발매되었다. 이 싱글은 2A 싱글로, 타이틀곡은 〈It's My Life〉와 〈Your Heaven〉으로 두 개다. 첫 번째 타이틀 곡인〈It's My Life〉는 《2011 U-CAN》 CM 캠페인 송으로 타이업되었으며, 두 번째 타이틀 곡인 〈Your Heaven〉은 소니 워크맨 《Play You. 네가 모르는 소리 project》 CM송으로 타이업되었다.

## 수록곡
전체 작사·작곡: YUI
| #             | 제목                            | 편곡              | 재생 시간 |
| ------------- | ------------------------------- | ----------------- | --------- |
| 1.            | 〈It's My Life〉                | 콘도 히사시       | 3:18      |
| 2.            | 〈Your Heaven〉                 | 콘도 히사시       | 3:14      |
| 3.            | 〈Rain ~Yui Acoustic Version~〉 | YUI & 히사시 콘도 | 4:00      |
| 4.            | 〈It's My Life ~Instrumental~〉 | 콘도 히사시       | 3:16      |
| 총 재생 시간: | 총 재생 시간:                   | 총 재생 시간:     | 13:48     |

## 한정반 DVD
초회한정반 DVD에는 다음 영상이 포함되었다.
1. Your Heaven : Music Video
2. YUI in Sweden Special Movie

## 차트 순위
| 차트        | 순위 |
| ----------- | ---- |
| 오리콘 일간 | 3    |
| 오리콘 주간 | 3    |
| 오리콘 연간 |      |